# Jeanne Sophie Mallès de Beaulieu
Pour les articles homonymes, voir Beaulieu.
Mme Mallès de Beaulieu, Jeanne Sophie Guillemaut de Beaulieu, épouse Mallès, née le 19 janvier 1760 à Lorient (Morbihan), morte le 26 avril 1825 à Nontron (Dordogne), est une écrivaine française. 
Elle s’est fait connaître par des écrits moraux destinés à l’instruction de la jeunesse.

## Œuvres
- Lucas et Claudine, ou le Bienfait de la reconnaissance, 2 vol. in-12, Paris, 1816.
- Contes à ma jeune famille, Paris, Blanchard, 1819, lire en ligne sur Gallica.
- Contes d’une mère à sa fille, Paris, Pierre Blanchard, 1817, 2 vol. in-12, 1820, 2e édit. augmentée, avec des gravures, tome premier  ; tome second , lire en ligne sur Gallica.
- Le Robinson de douze ans : histoire intéressante d’un jeune mousse français, abandonné dans une île déserte, Paris, Pierre Blanchard, 1820, lire en ligne sur Gallica.
- Lettres de deux jeunes amies, Paris, Pierre Blanchard, 1820.
- Quelques scènes de ménage, 2 vol., Paris, Lecaudey, 1820.
- Geneviève dans les bois, Paris, Pierre Blanchard, 1821.
- Conversations amusantes et instructives sur l’histoire de France à l’usage de la jeunesse de l’un et l’autre sexe, Paris, Blanchard, 1822.
- La Jeune Parisienne au village, Paris, Bargeas, 1823.
- Instructions familières d'une institutrice sur les vérités de la religion pour disposer les élèves à la première communion, Paris, Lecerf, 1824, in-32.
- Le La Bruyère des jeunes demoiselles, ou Principaux caractères des jeunes personnes, Paris, P.-C. Lehuby, 1834.
- Les Fables en action, Paris, P.-C. Lehuby, 1836.
- La Petite Société savante, ou Entretiens de quelques enfans sur les sciences qu’ils doivent étudier plus tard, Paris, P.C. Lehuby, 1842, lire en ligne sur Gallica.
- La Poupée bien élevée, Paris, Libraire de l’enfance et de la jeunesse, P. C. Lehuby, 1843, lire en ligne sur Gallica.
- L’Évolution britannique, Paris, Baudinière, 1944, lire en ligne sur Gallica.
- Veillées amusantes, anecdotes morales racontées à la jeunesse, Paris, E. Ducrocq, 1861.